# نورمن کالندر
نورمن کالندر (انگلیسی: Norman Callender; ۹ ژوئن ۱۹۲۴ – ۱۹۹۰ (۶۵−۶۶ سال)) بازیکن فوتبال اهل بریتانیا بود.
از باشگاه‌هایی که در آن بازی کرده‌است می‌توان به باشگاه فوتبال دارلینگتون اشاره کرد.